# Ingrid Hellman-Knafve
Ingrid Hellman-Knafve, född 15 maj 1906 i Örby, Älvsborgs län, död 6 december 2003, var en svensk textilkonstnär.
Hon var dotter till folkskolläraren Karl August Hellman och Ida Olsson och gift med konstnären Nils-Folke Knafve. Hon avlade slöjdlärarexamen vid M. Nordenfelts handarbetsseminarium i Göteborg 1933 och arbetade därefter som skolslöjdlärare 1933–1936. Hon praktiserade vid Askovhus textil i Sønderborg, Danmark 1938 och startade samma år en egen textilateljé i torpet Stenhall utanför Kinna där hon även undervisade flickor från trakten. Hon studerade konst i Paris 1951–1952. Separat ställde hon ut på Svenskt Tenn i Stockholm 1944 och hos Sven Staaf i Malmö 1945–1949 samt på Borås konstmuseum 1949. Hon har medverkat i konsthantverksutställningar i Stockholm, Göteborg, Köpenhamn och Zürich. Hon tilldelades Emil och Vivi Johanssons kulturstipendium 1999. Hennes konst består till största delen av mattor i ryor med mustiga färger. Bland hennes offentliga arbeten märks mattor för Svenska handelsbanken, Haga slott och ett antal kyrkor. Hellman-Knafve är representerad vid Borås konstmuseum och Nationalmuseum i 
Stockholm.